# Тарангире (национальный парк)
Национальный парк Тарангире — национальный парк Танзании, расположенный на севере страны.

## Физико-географическая характеристика
Парк расположен в области Маньяра, он находится в 118 км от центра соседней области Аруша и всего в 7 км от озера Маньяра. По парку протекает река Тарангире, которая почти полностью пересыхает в засушливые годы, однако она является единственным источником влаги вокруг. Река течёт с юга на север и сразу за границей парка впадает в озеро Бурунги.
Парк расположен в степи Масаи, для которой характерна холмистая местность с болотами в низинах. На территории парка находится ряд крупных холмов, среди них Локсисале высотой 2132 м на востоке и Квараха высотой 2415 на западе.
Парк является одним из элементов северного сафари в стране и часто посещается вместе с кратером Нгоронгоро и национальным парком Серенгети.
Средний уровень осадков составляет 600 мм в год.

## Флора и фауна
В парке обитает множество животных, количество которых ещё увеличивается перед сезоном дождей, когда на последние луга приходят в большом количестве травоядные. К реке стекаются животные с территории площадью в 20 тысяч км², среди них зебры, буйволы, импалы, газели, водяные козлы и другие. Среди постоянных обитателей парка слоны, а также сернобыки и геренуки. Деревья являются излюбленным местом для львов, леопардов и питонов.
В парке водится более 550 видов птиц, в том числе самая большая птица — страус, и самая тяжёлая летающая птица — африканская большая дрофа. Множество птиц является эндемиками этой части Танзании. Старые термитники являются местом обитания огненноголовых трахифонусов (африканские бородатки) и карликовых мангустов.
|                      |               |                      |
| Священный ибис       | Водяно́й козёл | Бородавочник         |
|                      |               |                      |
| Сероголовая альциона | Павиан        | Леопардовая черепаха |

В степи Масаи, на которой в основном и расположен парк, преобладают кустарники акации (Acacia tortilis, Acacia Commiphora, Combretum Dalbergia), а также баобабы. В болотистой местности преобладает Balanites aegyptiaca.